# Duplje
Duplje falu Szlovéniában, a Goriška statisztikai régióban, a Vipava-völgyben fekszik a Budanje-hegy lábánál. Közigazgatásilag Vipavához tartozik.
Az 1991-es népszámlálás adatai alapján a település teljes lakossága 198 fő volt, amelyből 197 fő szlovén, 1 fő horvát nemzetiségű volt.

## Fordítás
- Ez a szócikk részben vagy egészben  a   Duplje című angol Wikipédia-szócikk ezen változatának fordításán alapul.  Az eredeti cikk szerkesztőit annak laptörténete sorolja fel. Ez a jelzés csupán a megfogalmazás eredetét és a szerzői jogokat jelzi, nem szolgál a cikkben szereplő információk forrásmegjelöléseként.